# Іртишський хіміко-металургійний завод (ІХМЗ)
Іртишський хіміко-металургійний завод (ІХМЗ) – виробничий майданчик по роботі з кольоровими металами, який діяв на сході Казахстану.
Завод заснували у 1956 році, а в 1958-му він почав свою роботу. Первісно підприємство планували використовувати у ядерній програмі і віно було задіяне у отриманні торію (хоча й без випуску кінцевого продукту). Втім, доволі швидко торієвий напрямок визнали неоптимальним і завод перевели на роботу з рідкісноземельними елементами. Це пояснювалось тим, що торієвий мінерал монацит вміщує багато цих елементів (біля 40%), а тому Іртишський завод вже мав досвід роботи з ними. З початковим періодом діяльності ІХМЗ пов’язаний ряд хвостосховищ, вміст яких має підвищений радіаційний фон.
В 1960-му ввели в дію цех з виробництва колективних карбонатів рідкісноземельних елементів, де провадили переробку лопаритового концентрату, доправленого з розташованого у Мурманській області Ловозерського ГОКу. Відомо, що на майданчику ІХМЗ можливо було отримувати оксид церію, азотнокислий розчин лантану та оксид лантану, концентрати оксидів неодіма/празеодима та самарію/європію/гадолінію/ербію, а також іттрієвий концентрат. Є відомості, що тут також випускали зливки та сплави церію, лантана, європію, самарію. У 1989-му запустили новий цех переробки рідкісноземельної продукції річною потужністю 200 тисяч тон.
В 1980 році завод отримав ще один напрямок основної діяльності – тут почалась виплавка в електронно-променевих печах ніобія високої чистоти. Вихідним джерелом останнього також була продукція Ловозерського ГОКу, проте на цей раз лопаритовий концентрат спершу проходив переробку на Солікамському магнієвому комбінаті, звідки на ІХМЗ надходив гідроксид ніобію.
Із крахом СРСР завод потрапив у скрутне фінансове становище. В 1999-му з нього виділили рідкісноземельне виробництво, опікуватись яким стала "Иртишська рідкісноземельна компанія". Вона вела діяльність до 2015 року, коли цей напрямок виробництва остаточно зупинився. Анонсувались плани відновлення виробництва на основі китайської сировини, проте наразі реалізувати їх не вдалось.
Ніобієвий напрямок, що залишився за ІХМЗ, також зустрівся з потужними проблемами і впершу зупинився в 1996 році. В подальшому виплавку ніобію вдалось відновити, проте в 2008 році завод поставили на консервацію. В 2017-му майновий комплекс ІХМЗ викупила російська компанія «Динатрон», яка діє через ТОВ «Завод рідких металів». В 2020-му оголосили про випуск перших партій зливків титану та ніобію. Навесні 2021-го також анонсувались плани залучення інвестора з ОАЕ із організацією виробництва рідкісноземельних елементів. Втім, восени того ж року повідомлялось, що фактично завод так і не запрацював.